# Sennenhund

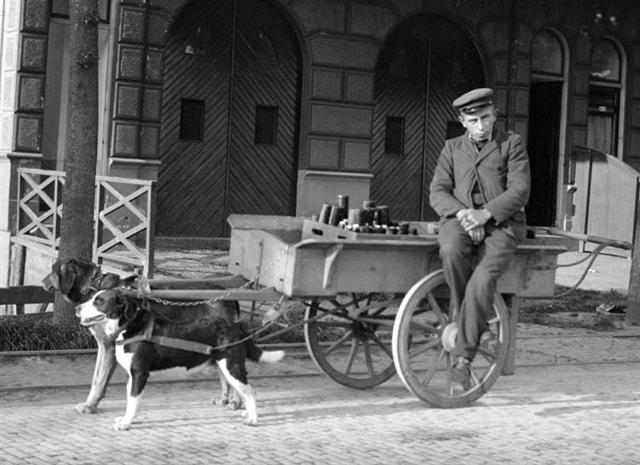
Vagnshundar med hundkärra.

Sennenhundar är fyra hundraser från Schweiz. Traditionellt har de varit gårdshundar, boskapsvallande bergs- och herdehundar samt vagnshundar som drog kärror på marknader. Sennenhundarna anses härstamma från molosserhundar som romarna lämnade efter sig på 400-talet. För sennenhundar ordnas särskilda dragprov med vagn, ett arbetsprov med precisionskörning längs en hinderbana.
På schweizertyska hänsyftar namnet på alpbete eller alpherde. En äldre tolkning är att sennen syftar på säter eller fäbod.

## Raser av sennenhund

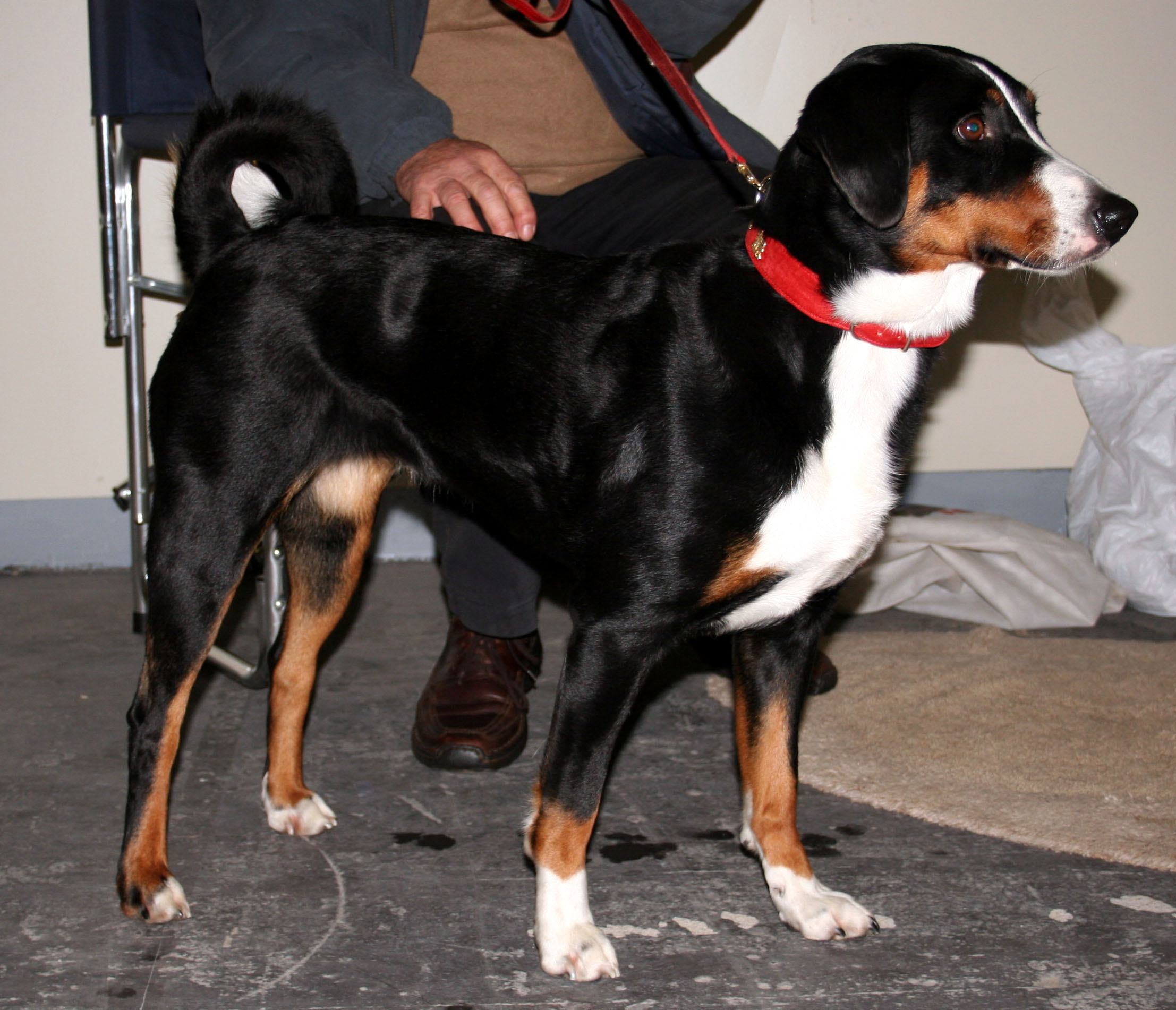
Grosser schweizer sennenhund
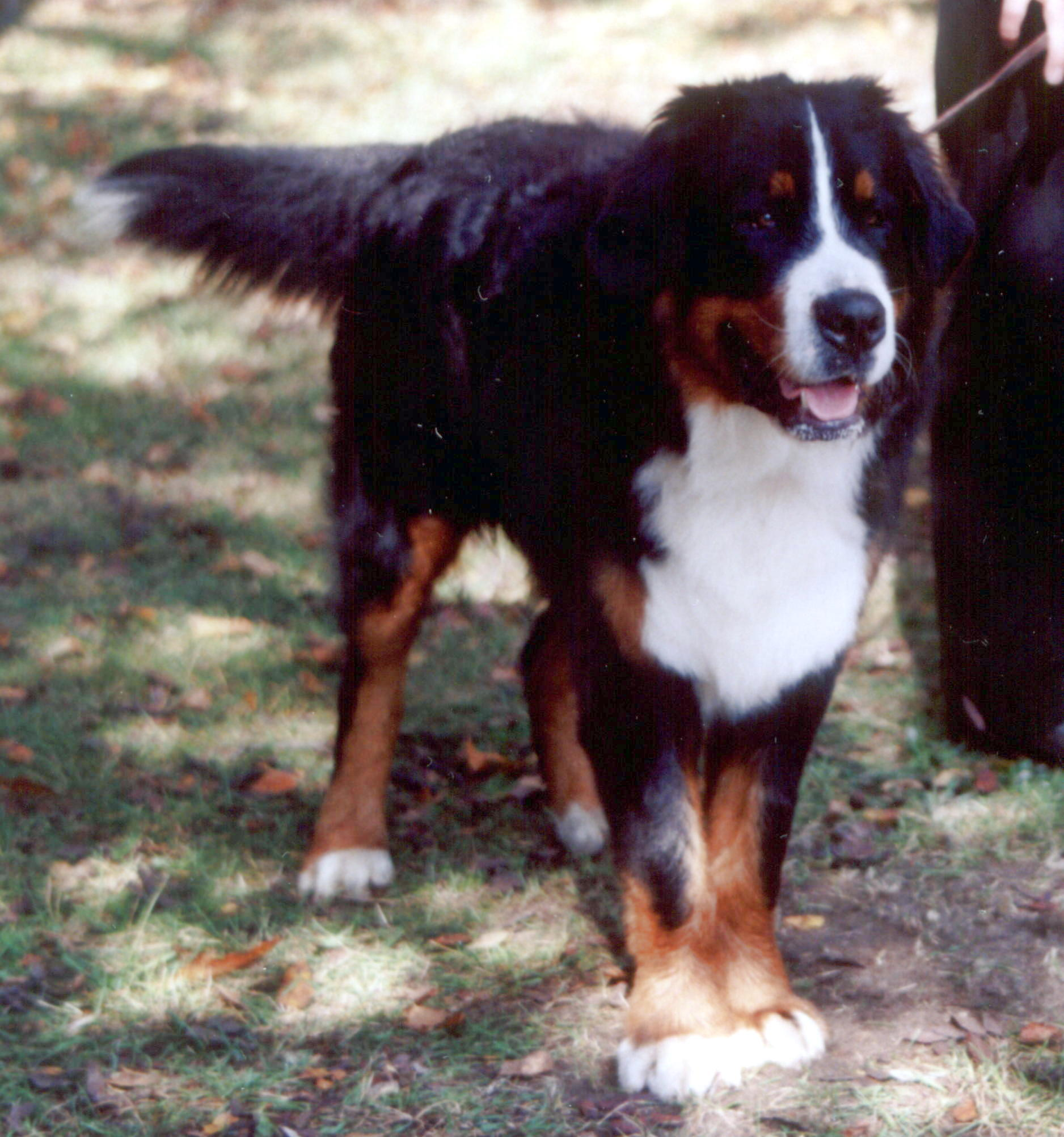
Berner sennenhund
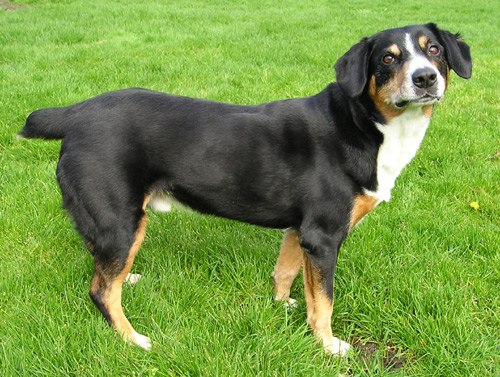
Appenzeller sennenhund
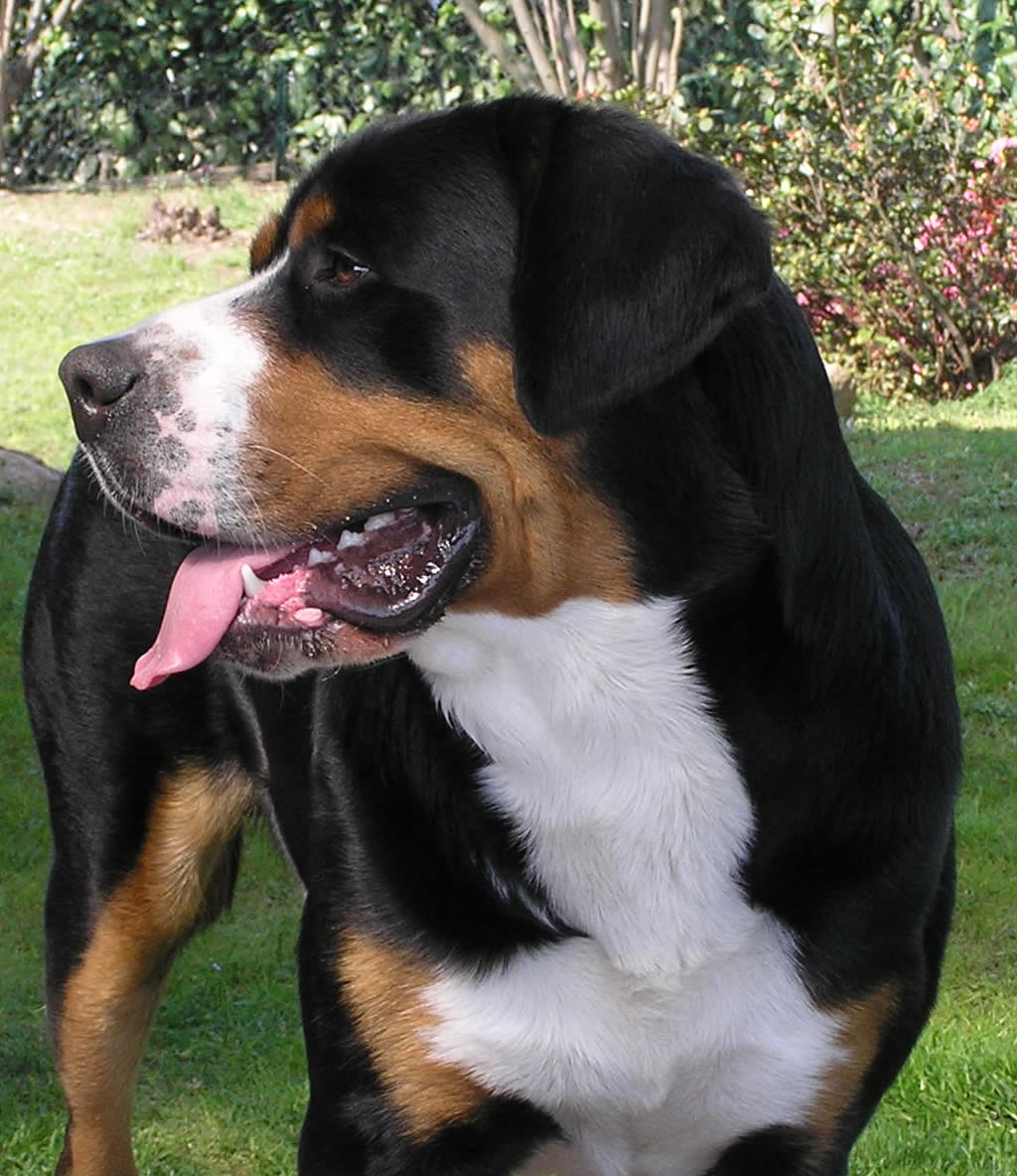
Entlebucher sennenhund

- Appenzeller sennenhund
- Berner sennenhund
- Entlebucher sennenhund
- Grosser schweizer sennenhund